# Hans Wallmark
Hans Ingmar Wallmark (Vallmark) (ur. 23 stycznia 1965 w gminie Boden) – szwedzki polityk, samorządowiec i publicysta, działacz Umiarkowanej Partii Koalicyjnej, poseł do Riksdagu.

## Życiorys
W latach 1983–1988 studiował prawo, filozofię i historię literatury na Uniwersytecie w Uppsali. Zawodowo związany z dziennikarstwem, pracował m.in. jako redaktor polityczny w dzienniku „Nordvästra Skånes Tidningar”. Zaangażował się w działalność polityczną w ramach Umiarkowanej Partii Koalicyjnej. W latach 2002–2010 był radnym w Ängelholm, od 2002 do 2006 był także radnym regionu Skania.
W wyborach w 2006 po raz pierwszy uzyskał mandat deputowanego do Riksdagu. Z powodzeniem ubiegał się o poselską reelekcję w 2010, 2014, 2018 i 2022. Obejmował funkcje przewodniczącego szwedzkiej delegacji do Rady Nordyckiej i wiceprzewodniczącego frakcji parlamentarnej swojego ugrupowania.

## Odznaczenia
- Medal Rady Bałtyckiej – 2016[4]